# Catocala stretchii
Catocala stretchii là một loài bướm đêm trong họ Erebidae.